# Hladový kámen v Děčíně

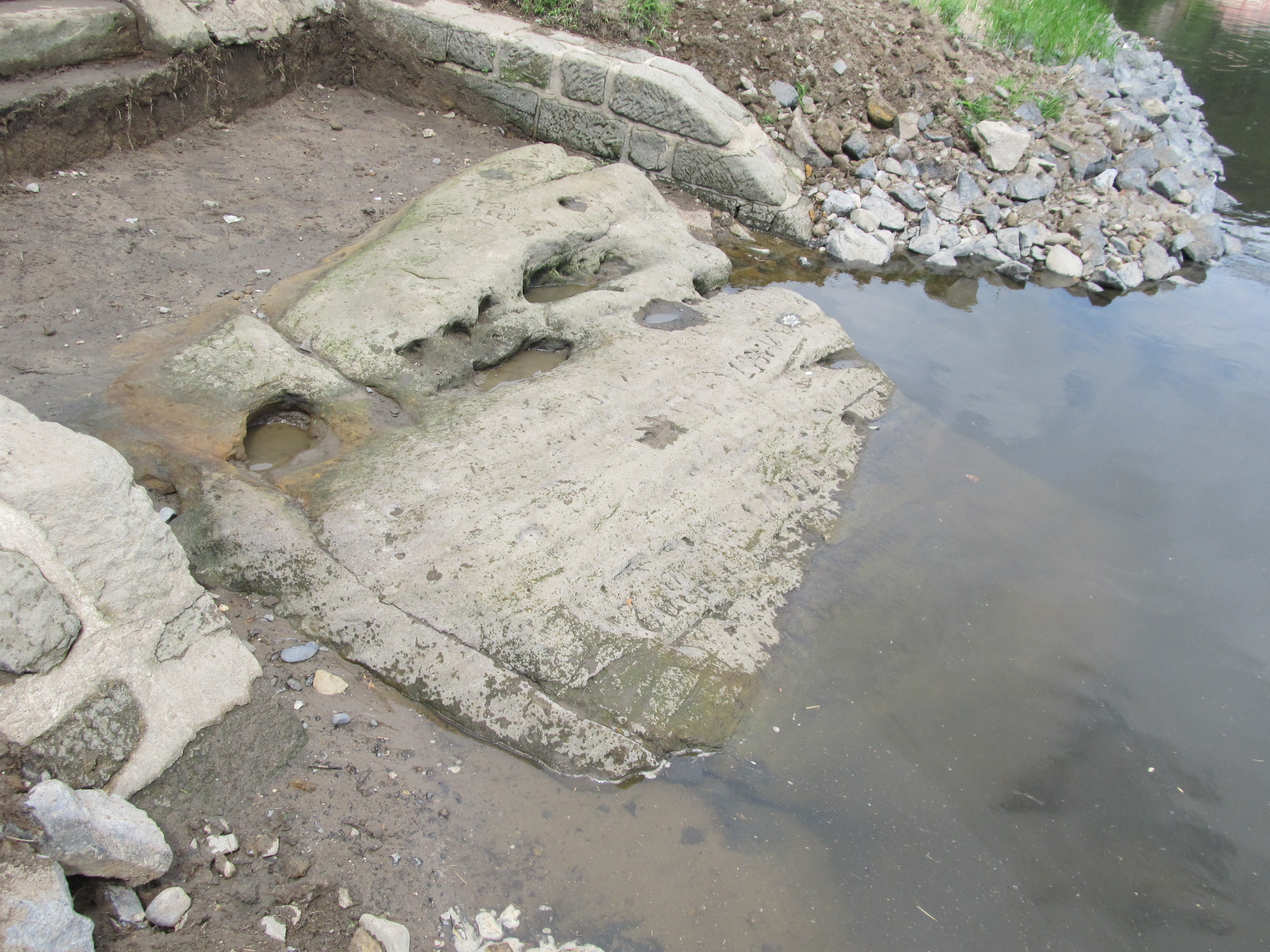
Částečně viditelný Hladový kámen na konci července 2013

Hladový kámen (německy Hungerstein) je název skaliska v Děčíně, které se nachází v řečišti Labe u levého břehu pod Tyršovým mostem a při nízkých vodních stavech vystupuje nad hladinu řeky. Hladový kámen patří k nejstarším hydrologickým památkám střední Evropy.
Podle názvu kámen sděloval zdejšímu obyvatelstvu dobu strádání. Nedostatek vody a velká sucha přinášely neúrodu a plavci ztráceli svůj zdroj obživy, protože lodní doprava musela být zastavena; dříve to znamenalo i nedostatek dovážené soli se všemi důsledky. 
Lidé do tohoto skaliska tesali značky s letopočty a také nápisy svědčící o nízkých vodních stavech. Nejstarší čitelný záznam pochází z roku 1616. Z nápisů lze zmínit zejména nejzřetelnější a nejvýstižnější starý německý „Wenn du mich siehst, dann weine“ (Spatříš-li mne, plač) a také mladší český nápis, který radí „Neplač holka, nenaříkej, když je sucho, pole stříkej“. 
V důsledku výstavby vltavských přehrad se po roce 1926 skalisko objevovalo podstatně častěji než dříve. V současné době je vidět v průměru 126 dnů v běžném hydrologickém roce. Pokud dojde k výstavbě vodního stupně pod Děčínem (snahy o toto řešení se datují od roku 1653), bude toto skalisko „na věky“ pod vodní hladinou a tak podle legendy by měl nastat trvalý čas blahobytu. 
Vyzdění břehu u hladového kamene se datuje kolem roku 1911. V roce 1994 bylo skalisko očištěno a jeho okolí i s přístupem k němu upraveno.